# ОШ „Петефи бригада” Кула
ОШ „Петефи бригада” је једна од основних школа на подручју општине Кула, Западнобачком округу. Смјештена је на адреси 16. Дивизије 34, Кула. Име је добила по Петнаестој војвођанској ударној бригади „Шандор Петефи“ која је формирана од бораца мађарске националне мањине и од бораца који су након ослобођења Бачке ступили у НОВЈ.

## Историјат
Школа се први пут спомиње у другој половини XIX вијека, тачније школске 1855/1856. године. Школска зграда је тада била од набоја и имала је две учионице. У школи су радила четири учитеља са 170 до 180 ученика. Поред постојећих изграђене су две учионице од черпића 1891. године. Крајем XIX вијека поред школе отворено је и забавиште. Од 1920. године школа носи име реформатора српске азбуке Вука Стефановића Караџића, у то вријеме добија још једну учионицу и стан за учитеља.
Школа је 1. септембра 1949. године школа је постала самостална са посебном управом и добила је још једну приватну зграду за своје потребе. Тада носи назив „Седмолетка број II“. Име "Кереши Чомаш Шандор" по чувеном мађарском научнику добија 1953. и те исте године из школе излази прва генерација ученика са завршених осам разреда. Изградња једне школске зграде са две учионице започела је  1954. године. Број ученика је стално био у порасту, тако да је школске 1954/1956. године школа имала 720 ученика у 17 одјељења, која су наставу похађала у 9 учионица. Настава се изводила на два наставна језика српском и мађарском, а од страних језика се изучавао њемачки и енглески језик. Од 1961. године школа носи име Основна школа "Петефи бригада“. Сљедеће године изграђена је нова школска зграда са 9 учионица и потребним пратећим просторијама и тада се двије старе зграде руше. Током седамдесетих година XX вијека број становника у Кули стално расте, те расте и број деце, па се указала потреба за поновно проширење капацитета школске зграде. Рудолф Јантович генерал – мајор ЈНА је у присуству око 120 бораца Петефи бригаде, положио камен темељац за изградњу најновијег дијела зграде 15. децембра 1979. године. Данашњи изглед школа добија школске 1981/1982. године. У склопу школе се налази 24 учионице, 13 кабинета, библиотека, 2 радне просторије предшколске установе „Бамби“ и стан за домара. Наредне године школа добија и спортску салу са 960 седишта, а 1981. године је у склопу школе отворена стоматолошка амбуланта, једна од 5 ове врсте у Војводини. Настава се изводи на српском и мађарском наставном језику, а његују се русински и украјински језик са елементима националне културе. У школи се организује продужени боравак.